# 시드니 토스터 빌딩

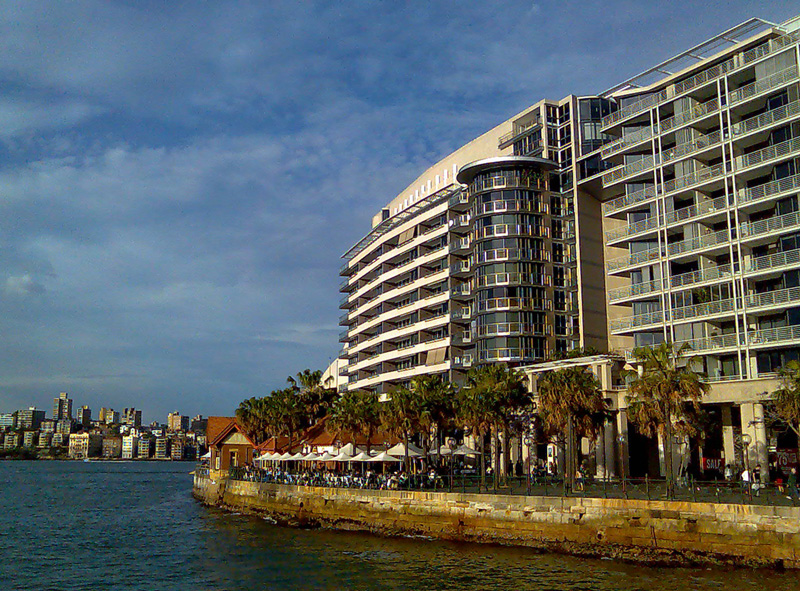
토스터 빌딩

시드니 토스터 빌딩(The Toaster Building)은 오스트레일리아 뉴사우스웨일스주 시드니 서큘러 퀴 지역에 위치한 유명한 주거 시설이다. Andrew Andersons에 의해 디자인 되었고, 1998년 Peddle Thorp & Walker에 의해 건축된 이 건물은 그 외관이 주방 기기와 비슷하여 The Toaster라는 별칭을 가지고 있다.
2004년 11월, 이 건물의 아파트 한 채가 840만 달러에 팔린 기록을 가지고 있다. 아파트의 내부 면적이 190 제곱미터 인 것을 감안하면 1 제곱미터 당 44,210 달러에 달하는 것으로 이 기록은 오스트레일리아 내 가장 비싼 기록이다.

## 논란
많은 사람들이 이 건물의 디자인이 시드니 항구의 미관과 어울리지 않는다고 주장하며 이에 반대하는 의견과 함께 논란이 있다.